# David Danielsson
David Emanuel Danielsson, född 7 oktober 1987 i Göteborg är en svensk litteraturvetare, bibliotekarie och författare. 
Danielsson debuterade 2019 med "Ljuset vid världens ände" , utgiven på förlaget Lyacon. Boken är en kortroman som har beskrivits som "en mörk, okonventionell deckare med existentiella undertoner" och fått flera omdömen, bland annat "Spännande, fascinerande & mörk!" av Jenniesboklista.com. Danielssons andra bok "Årstidernas växlingar" (Ekström & Garay, 2021) har beskrivits som "en mångbottnad berättelse om utanförskap, och en skildring av medelklassens bräckliga fasad i en svensk avindustrialiserad småstad". Den har recenserats av flera oberoende recensenter. Jenniesboklista.com gav den omdömet 4 av 5 och beskrev den som "Lysande, stark & skickligt skriven!". Författaren David Armini beskrev boken på följande sätt: "Det är en bok som, när jag nu lagt ned den, inser att jag kommer att grubbla på mycket och sannolikt läsa om snart. Det finns teman som jag - som sagt - anar, men inte riktigt förmår gripa."
I juni 2023 deltog Danielsson med novellen "Nomen Nescio" i ljudboksantologin "RESA: En novellantologi".
I oktober 2024 publicerades novellen "Förfall" som ljudnovell och E-novell av förlaget Storify Publishing.
I november 2024 deltog Danielsson med dikten En vädjan i andra upplagan av Poesi på en dag.